# جبل غيدي
جبل غيدي (بالإندونيسية: Gunung Gede) (يعني الجبل الكبير في الغة السوندية) الجبل عبارة عن بركان طبقي يقع في جاوة الغربية في إندونيسيا. البركان يحتوي على قمتين عاليتين تتعامد مع جبل غيدي. هناك ثلاث مدن رئيسية تقع في مجمع البركان وهي سيانجور، سوكابومي، وبوكور إلى الشرق والجنوب والشمال الغربي للبلاد على التوالي. يحوي الجبل على سبع حفر بركانية وهي كالتالي: بارو، عموروه (2927 م)، لانانج (2800 م)، كواه ليوتيك، راتو (2800 م)، سيلا (2709 م) وادون (2600 م). النشاط البركاني التاريخي للجبل سجل منذ القرن السادس عشر الميلادي.